# NIO (automerk)
NIO is een Chinese autofabrikant uit Shanghai die elektrische auto's fabriceert voor een afzetmarkt in China, Duitsland, Nederland, Noorwegen en Zweden. Het bedrijf is ook actief in de Formule E.

## Geschiedenis
Het bedrijf werd in november 2014 opgericht, toen onder de bedrijfsnaam Nextev Inc. De naam werd in juli 2017 gewijzigd in NIO Inc. De Chinese naam is Weilai (蔚来, of Engels: Blue Sky Coming) hetgeen de duurzame ambitie van het bedrijf weergeeft.
Sinds 2014 neemt het bedrijf deel met het NIO Formula E Team aan de Formule E.
Tot december 2023 was de productie van de voertuigen uitbesteed aan Jianghuai Auto (JAC). In december 2023 nam NIO de twee fabrieken, F1 en F2 allebei in Hefei, over. Hiervoor betaalde NIO ruim drie miljard yuan.

## Activiteiten

### Modellen
In 2016 begon het merk met zijn allereerste auto, de EP9, een sportauto die niet voor de verkoop bestemd was. Twee jaar later introduceerde het merk de eerste SUV en een jaar daarna de tweede. De productiemodellen uit de eerste jaren – de ES6, ES7 en EC6 – zijn alle SUV's, maar eind 2022 bracht NIO de eerste sedans uit: de ET5, die op 31 maart 2023 op de Nederlandse markt kwam en later de ET7. In 2024 werd de EL8 voor de Europese markt uitgebracht, waardoor NIO's gamma in Nederland ging bestaan uit zes verschillende modellen.

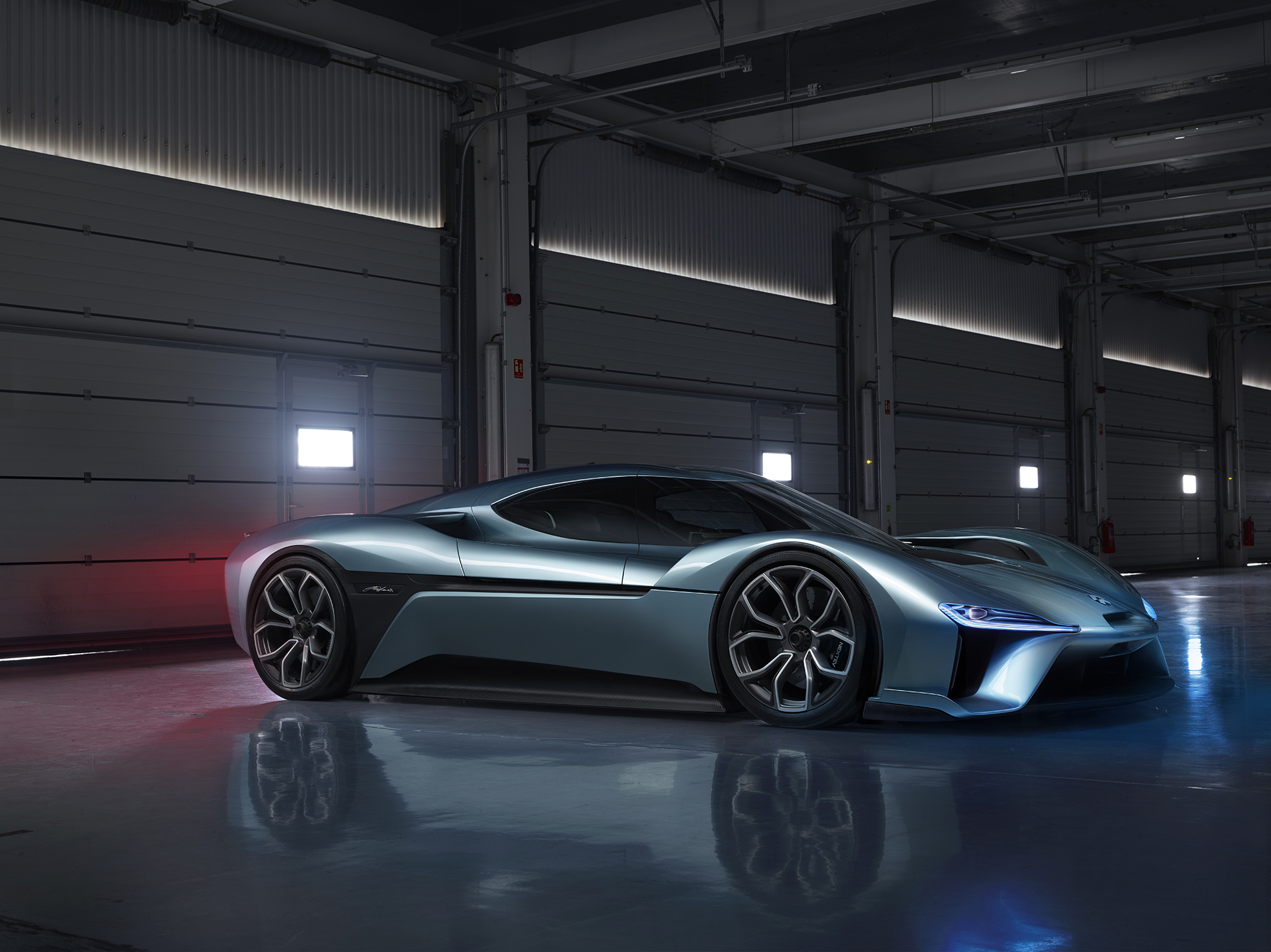
EP9
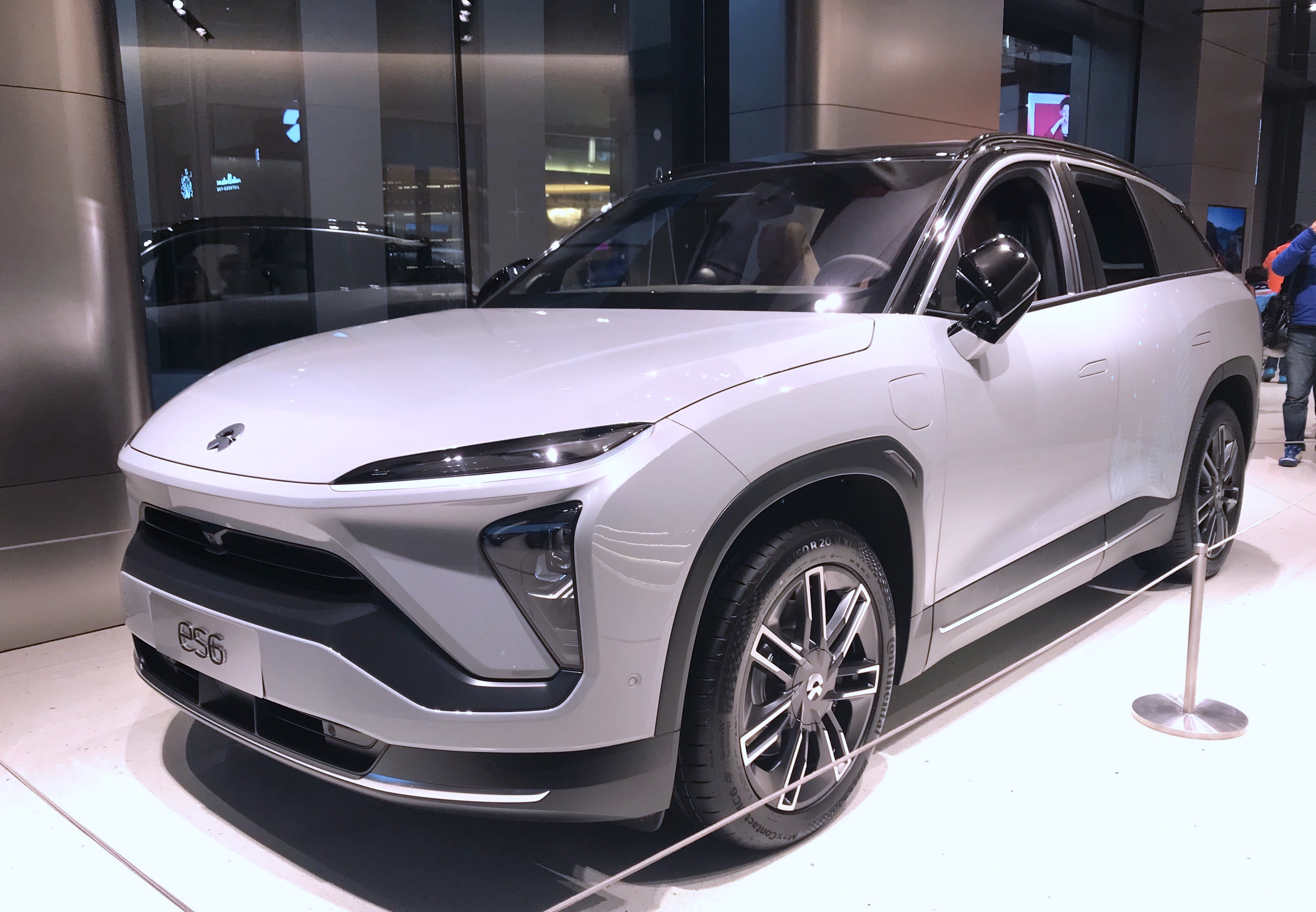
ES6
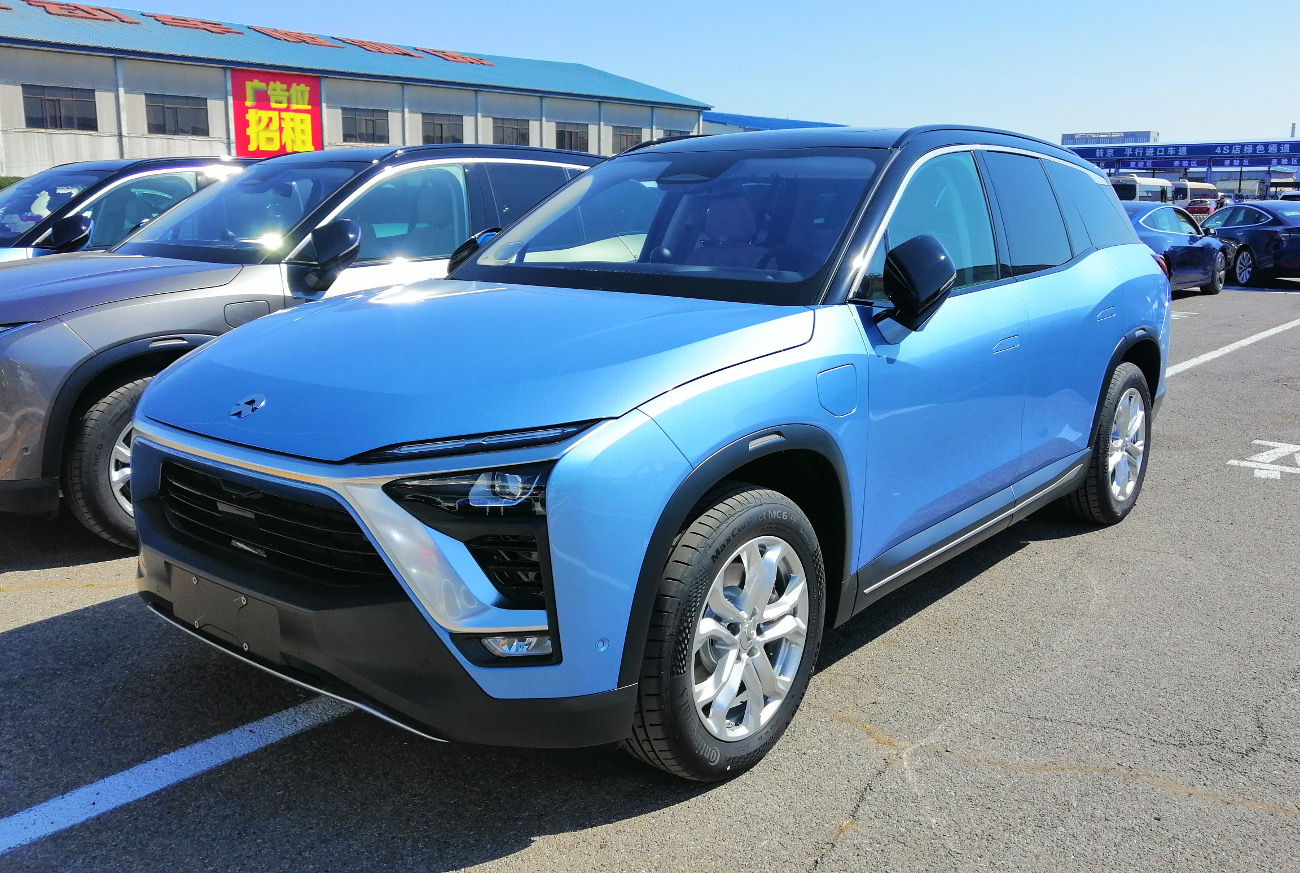
ES8
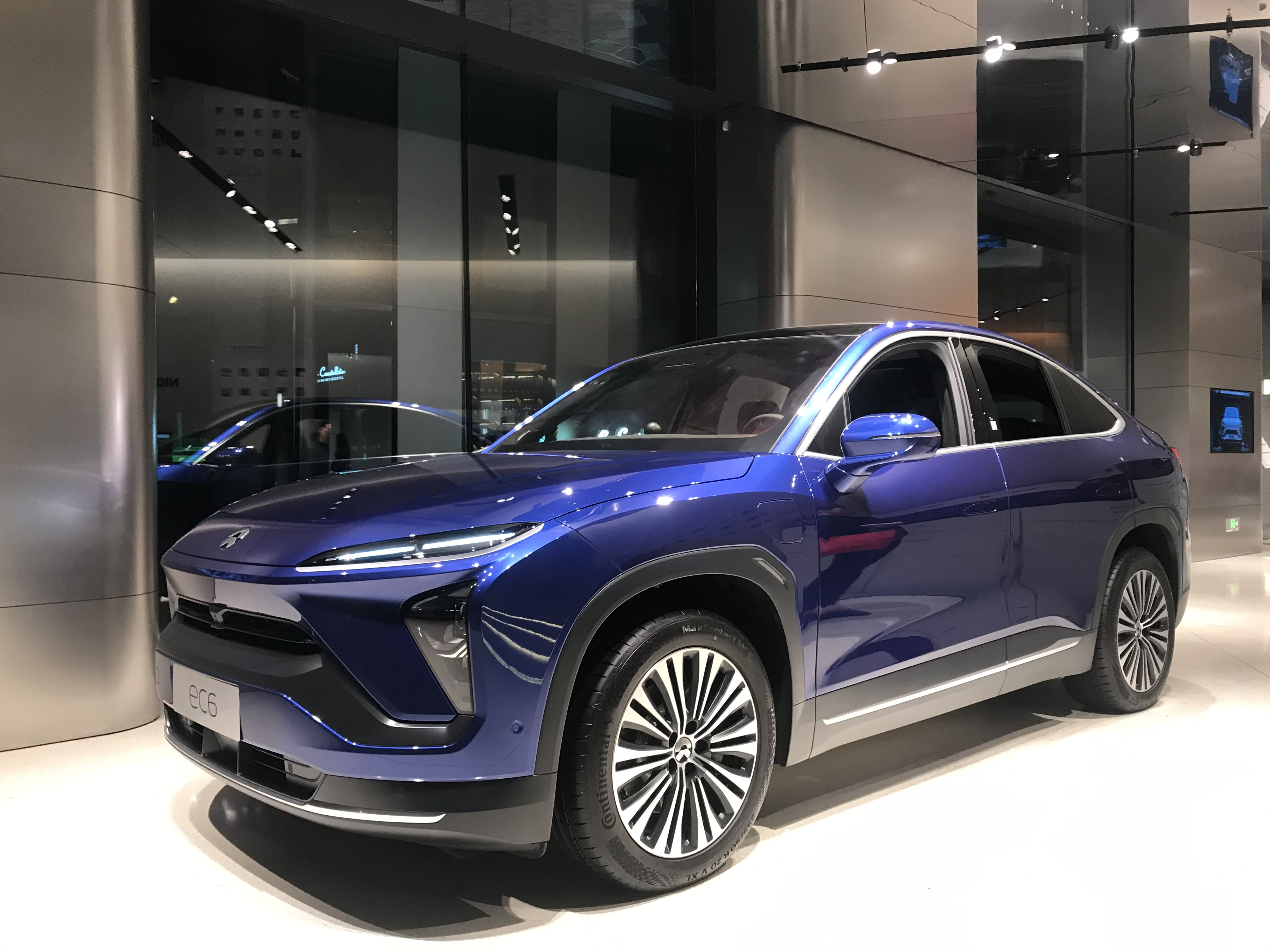
EC6
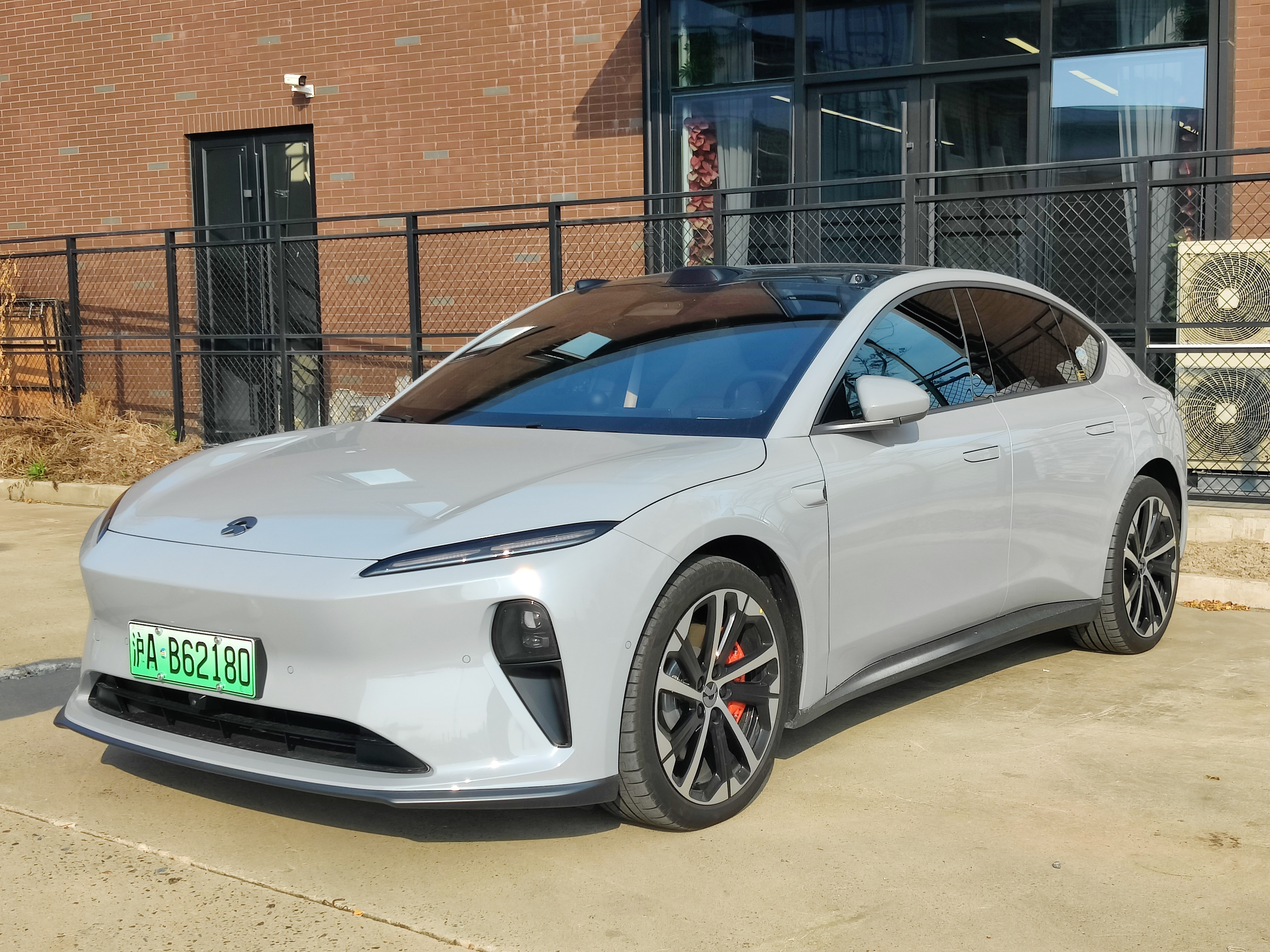
ET5
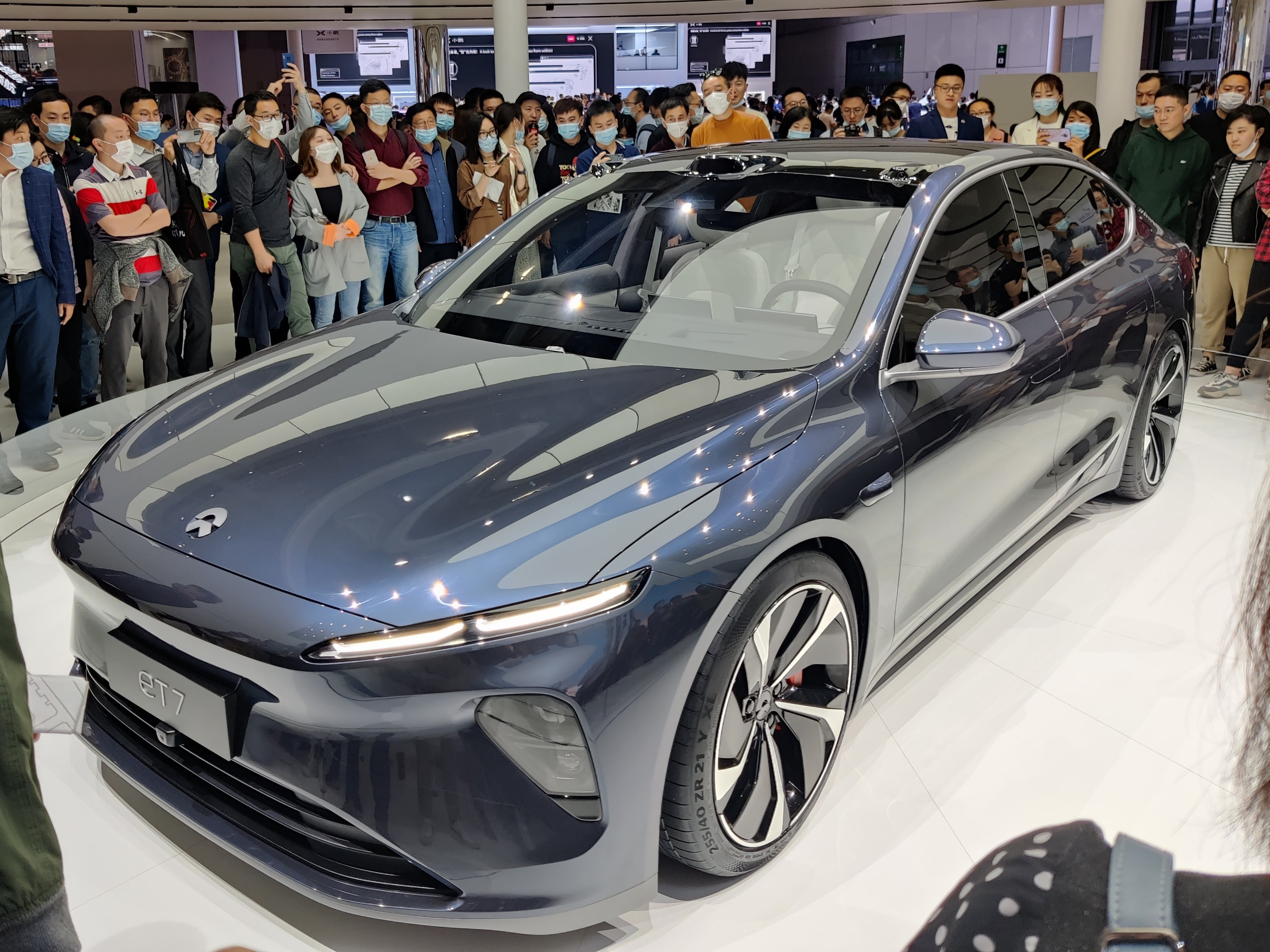
ET7

### Power Swap Stations

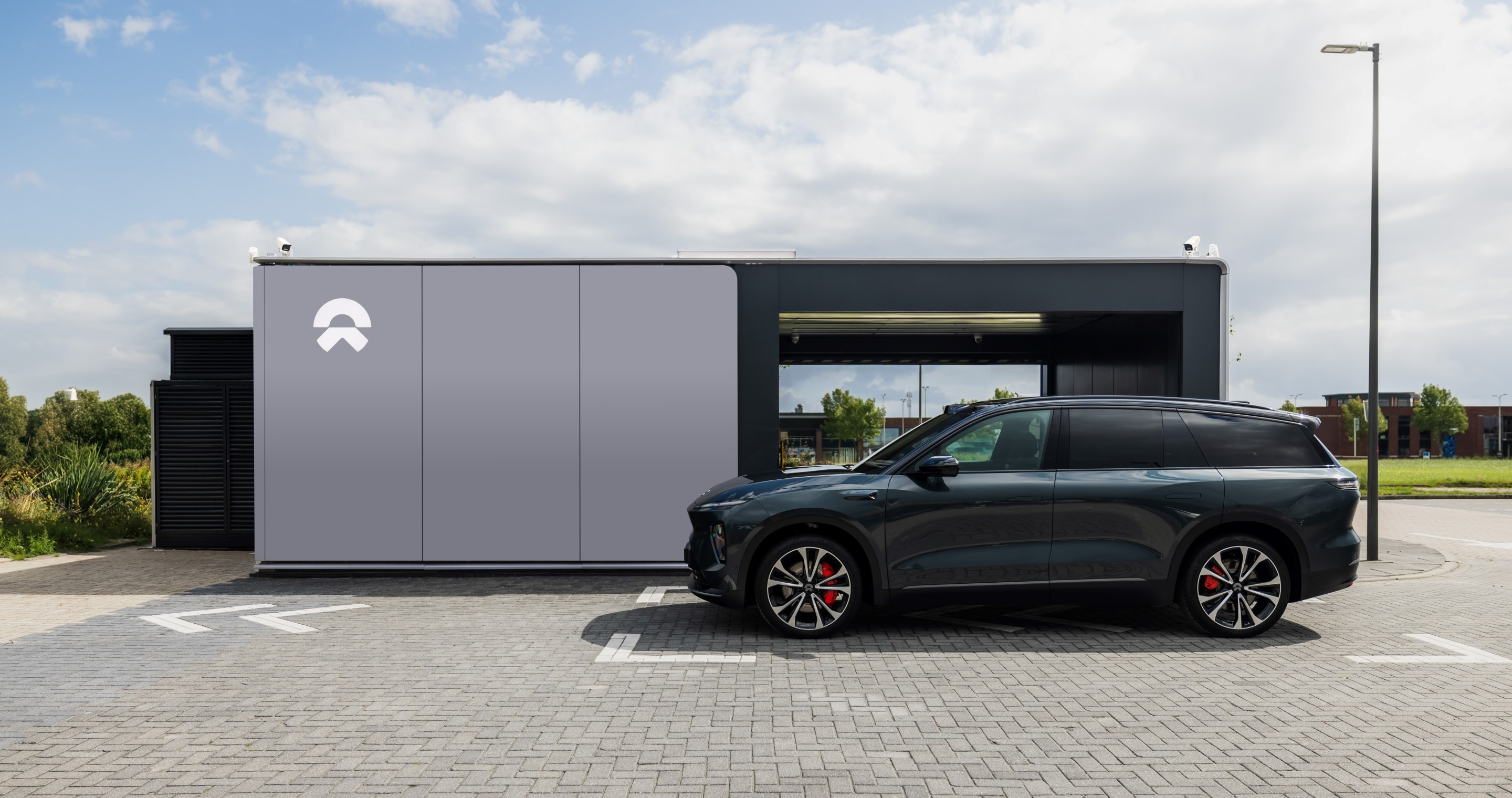
Het tiende Nederlandse NIO Power Swap Station in Assen

Het Chinese automerk verkreeg faam toen het zijn zogeheten Power Swap Stations (batterijwisselstations) operationeel maakte. Dit zijn kleine garages waar binnen enkele minuten een accu van een NIO-auto verwisseld kan worden voor een volgeladen accu. In 2022 opende NIO het eerste batterijwisselstation in Europa. Eind 2022 opende NIO de eerste batterijwisselstations van Nederland, eind 2023 gevolgd door de negende. In juli 2024 volgde in Oslo de vijftigste locatie in Europa. In dat jaar waren er in totaal bijna 2500 locaties in Europa en zijn in China, Denemarken, Duitsland, Nederland, Noorwegen en Zweden samen meer dan 48 miljoen batterijwissels uitgevoerd.

### Resultaten
NIO is een nieuw bedrijf, heeft fors moeten investeren in de modellen en heeft hoge kosten. Dit heeft ertoe geleid dat de onderneming in de beginjaren forse verliezen heeft geleden.
| Jaar | Omzet          | Bedrijfs- resultaat | Resultaat gewone aandeelhouders NIO |
| Jaar | (×US$ miljoen) | (×US$ miljoen)      | (×US$ miljoen)                      |
| ---- | -------------- | ------------------- | ----------------------------------- |
| 2019 | 1124           | −1591               | −1640                               |
| 2020 | 2492           | −706                | −860                                |
| 2021 | 5671           | −706                | −1659                               |
| 2022 | 7143           | −2268               | −2111                               |
| 2023 | 7834           | −3191               | −2978                               |

## Verkoopcijfers
De verkoopcijfers van NIO in aantallen voertuigen.